# Wamp (rivier)
De Wamp is een riviertje in België. Het is een zijrivier van de Kleine Nete in het stroomgebied van de Schelde. Hij ontspringt in Arendonk, vormt de grens tussen Oud-Turnhout en Retie, dan tussen Kasterlee en Retie, en stroomt bij Kasterlee in de Kleine Nete. De totale lengte bedraagt 16 kilometer.
Vooraleer de Wamp uitmondt in de Kleine Nete zijn er ook enkele waterlopen die uitmonden in de Wamp. In Arendonk mondt de Klotputtenloop erin uit, maar ook de Biezenloop, Houwenloop en de Houwenvenloop. Ter hoogte van de E34 stroomt de Grote Biezenloop en de Broekloop in de Wamp, waarna de Corsendonkloop en als laatste de Rode Loop de Wamp vervoegen. De bovenloop (Goorloop) van de Wamp komt uit het zuidelijk buitengebied van Reusel (NL) dat daardoor tot het stroomgebied van de Schelde hoort.